# Folgoso de la Ribera

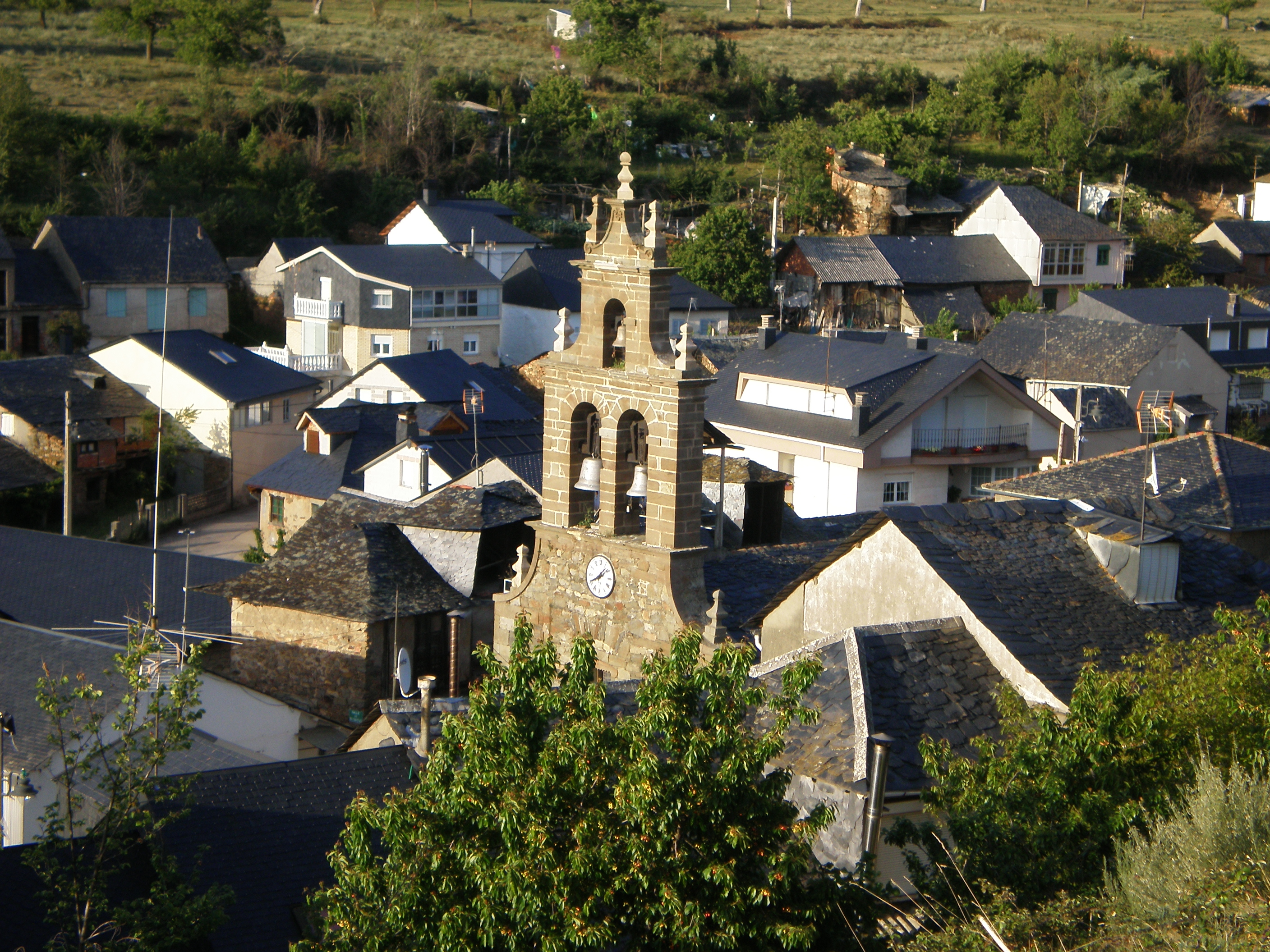
Folgoso de la Ribera

Folgoso de la Ribera is een gemeente in de Spaanse comarca El Bierzo van de provincie León in de autonome regio Castilië en León met een oppervlakte van 69,26 km². Folgoso de la Ribera telt 1.142 inwoners (1 januari 2016).